# Displotera beloni
Displotera beloni là một loài bọ cánh cứng trong họ Endomychidae. Loài này được Wasmann miêu tả khoa học năm 1899.